# Častá
Smolenice är en by och en kommun i distriktet Pezinok i regionen Bratislava i västra Slovakien.

## Geografi
Kommunen ligger på en altitud av 292 meter och täcker en area på 35,23 km². Den har ungefär 2 247 invånare (2017).